# Biene (Lingen)
Biene ist ein Ortsteil der Stadt Lingen (Ems) im niedersächsischen Landkreis Emsland.

## Geografie und Verkehrsanbindung
Der Ort liegt nordwestlich der Kernstadt Lingen. Östlich des Ortes fließt der Dortmund-Ems-Kanal und verläuft die B 70, westlich fließt die Ems und verläuft die Landesstraße L 48. Nördlich erstrecken sich der ca. 7 ha große Biener See und das 230 ha große Speicherbecken Geeste und nordwestlich das 82 ha große Naturschutzgebiet Natura 2000–Biener Busch.

## Naturdenkmale
In der Liste der Naturdenkmale in Lingen sind für den Ortsteil Biene drei Naturdenkmale aufgeführt. Einige davon befinden sich im westlich des Ortes gelegenen Biener Busch, einem großflächigen Auwaldbereich im Emstal.